# 21 v. Chr.
Portal Geschichte | Portal Biografien | Aktuelle Ereignisse | Jahreskalender | Tagesartikel

◄ |
2. Jahrhundert v. Chr. |
1. Jahrhundert v. Chr. |
1. Jahrhundert |
►

◄ | 40er v. Chr. | 30er v. Chr. | 20er v. Chr. | 10er v. Chr. |
0er v. Chr. |
►

◄◄ | ◄ | 24 v. Chr. | 23 v. Chr. | 22 v. Chr. | 21 v. Chr. |
20 v. Chr. |
19 v. Chr. |
18 v. Chr. |
► |
►►
Staatsoberhäupter

## Ereignisse
- Erstmalige Erwähnung der Quaden.
- Augustus Heerführer Marcus Vipsanius Agrippa heiratet Iulia, die Tochter des Princeps.

## Geboren
- Quintus Naevius Sutorius Macro, römischer Ritter († 38 n. Chr.)